# 常州内燃机车厂

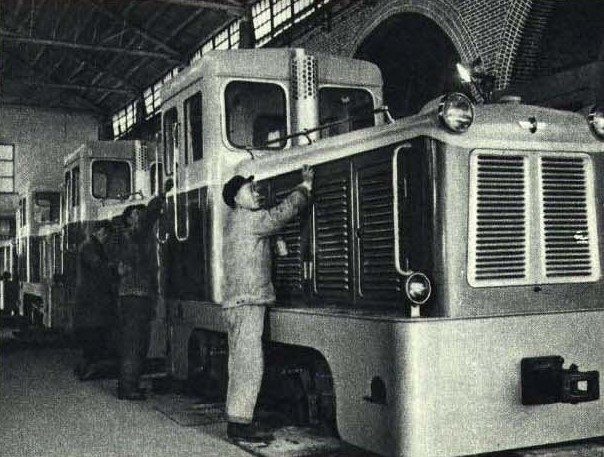
1965年江苏常州内燃机厂机车

常州内燃机车厂，常州工矿电机车厂，是江苏今创车辆有限公司的前身，创建于1964年，是全国最早生产小型内燃机车的中型工厂，也是第一机械工业部定点的重点企业之一。原址位于江苏省常州市钟楼区新市路。

## 历史
1960年4月12日，常州锻焊厂和北京铁道学院联合设计的全国第一台60马力内燃机车样机，在常州锻焊厂金工车间芦菲棚完成，标志着我国制造小型内燃机车历史的开端。1963年5月7日，原常州第二通用机器厂改名为“常州内燃机车厂”，暂与常州锻焊厂合并，共同生产小型内燃机车。1964年1月，常州内燃机车厂由一机部三局归口领导，作为它的地方重点企业。同年4月7日，常州内燃机车厂同常州锻焊厂正式分开，成为独立经营核算的经济实体。1966年5月，常州内燃机车厂划出铸钢车间另外成立常州自力铸钢厂，即后来的常州铸造厂。1971年，常州变压器厂生产的工矿电机车转入常州内燃机车厂生产。

## 产品
- 内燃机车
- 工况电机车